# Andolucas
Andolucas es una localidad del departamento San Blas de los Sauces, provincia de La Rioja, Argentina.
Según una investigación realizada por jóvenes alumnos del departamento, el nombre Andolucas significa "casa o alto del sol".
Se accede a través de la Ruta Nacional 40 y luego mediante la ruta provincial que se dirige hacia el sur. La localidad está ubicada en cercanías de la intersección de ambas rutas y de la desembocadura del arroyo Andolucas en el río Los Sauces. 
Andolucas no dispone de escuelas, centros de salud o iglesias. 

## Población
Andolucas cuenta con una población de 155 habitantes (Indec, 2010), lo que representa un leve incremento respecto de 142 habitantes (Indec, 2001).

## Puntos de interés
A unos 200 m de distancia, sobre el cauce del arroyo Andolucas, se encuentra uno de los sitios más visitados del departamento San Blas de los Sauces. Se trata de una gran poza de hasta 7 m de profundidad en verano, alimentada por las aguas del arroyo Andolucas y rodeada de las paredes rocosas de la quebrada. Este lugar es conocido como "La Laguna".
La quebrada Andolucas es otro de los puntos de interés turístico, por sus características paisajísticas y por contar con servicios básicos para el visitante. Sin embargo, hasta el 2015 no se habían organizado servicios de guías capacitados ni otros productos turísticos.

## Sismicidad
La sismicidad de la región de La Rioja es frecuente y de intensidad baja, y un silencio sísmico de terremotos medios a graves cada 30 años en áreas aleatorias.